# Mörttjärnen (Silbodals socken, Värmland)
Mörttjärnen är en sjö i Årjängs kommun i Värmland och ingår i Göta älvs huvudavrinningsområde. Sjöns area är 0,003 kvadratkilometer och den befinner sig 209 meter över havet.